# Kirádi Ervin
Kirádi Ervin (Budapest, 1925. március 23. – Budapest, 1993. január 19.) válogatott labdarúgó, fedezet, edző.

## Pályafutása

### Klubcsapatban
Az Újpest nevelése. 1942-ben szerepelt először a felnőtt csapatban. 1952-től 1956-ig a Vasas Izzó játékosa volt.

### A válogatottban
1945 és 1947 között 3 alkalommal szerepelt a válogatottban. Egyszeres Budapest válogatott (1947).

### Edzőként
A Cérnagyárnál kezdett edzőként tevékenykedni. Ezután a Vasas Izzó szakosztályvezetője lett. Eközben 1959-ben a csapat edzője is volt. 1965 és 1966 között az Újpesti Dózsa ifjúsági csapatát edzette. 1967-ben a Bag, 1968-ban az Üllő trénere volt. Ezután az ÉPGÉP majd a Kinizsi Sörgyár csapatát irányította. 1974-ben a Tungsram gyáregység igazgatója lett és felhagyott az edzőséggel.

## Sikerei, díjai
- Magyar bajnokság
  - bajnok: 1945-tavasz, 1945–46, 1946–47
  - 3.: 1950-ősz, 1951, 1952

## Statisztika

### Mérkőzései a válogatottban

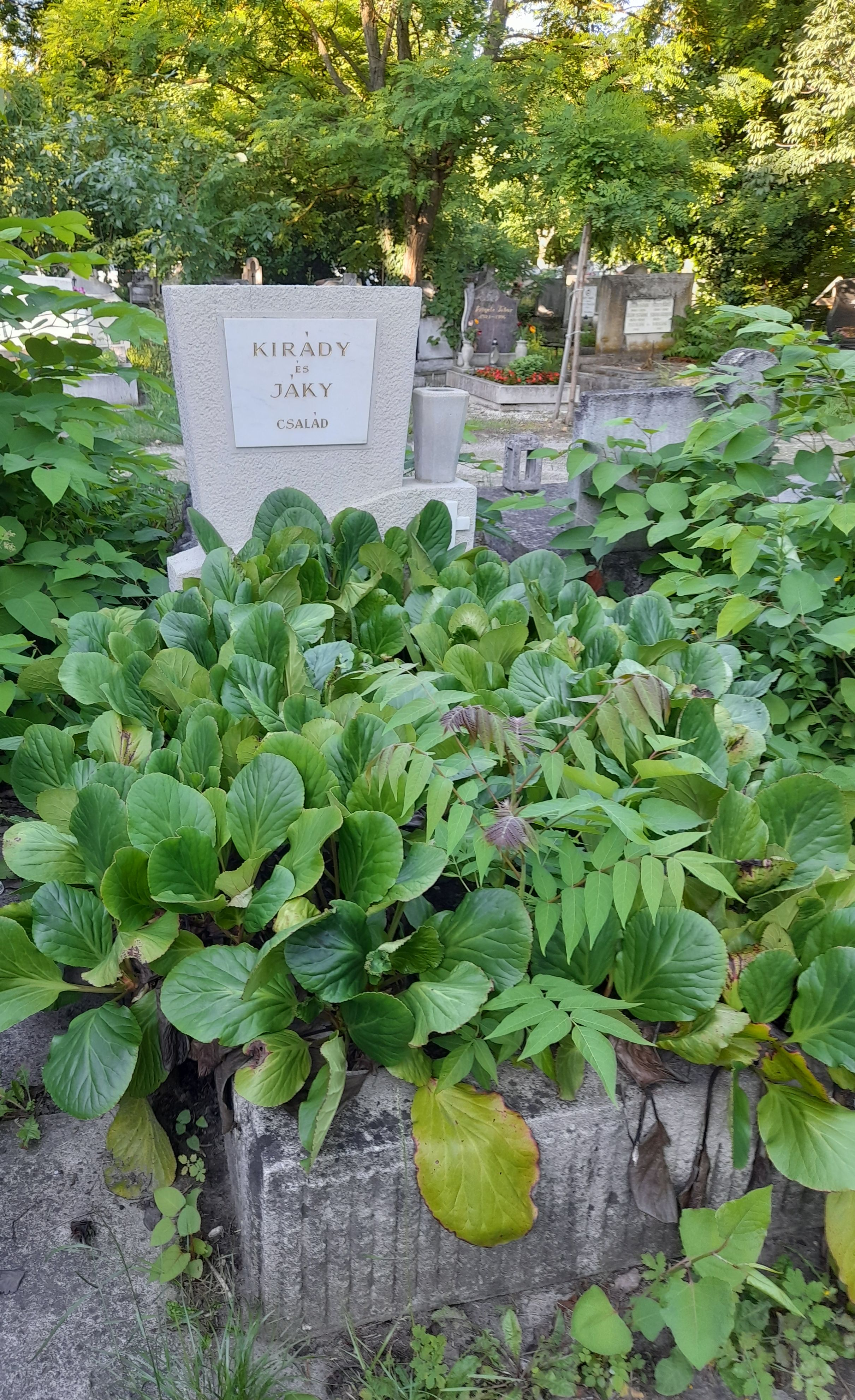
Sírja a Megyeri temetőben (8. parcella)

| Magyarország | Magyarország        | Magyarország              | Magyarország | Magyarország | Magyarország | Magyarország | Magyarország | Magyarország |
| #            | Dátum               | Helyszín                  | Hazai        | Eredmény     | Vendég       | Kiírás       | Gólok        | Esemény      |
| ------------ | ------------------- | ------------------------- | ------------ | ------------ | ------------ | ------------ | ------------ | ------------ |
| 1.           | 1945. augusztus 20. | Budapest, Üllői úti pálya | Magyarország | 5 – 2        | Ausztria     | barátságos   | -            |              |
| 2.           | 1947. május 11.     | Torino, Stadio Comunale   | Olaszország  | 3 – 2        | Magyarország | barátságos   | -            |              |
| 3.           | 1947. június 29.    | Belgrád, Partizan Stadion | Jugoszlávia  | 2 – 3        | Magyarország | Balkán-kupa  | -            |              |
|              | Összesen            |                           |              | 3            | mérkőzés     |              | 0            | gól          |